# Natalia Gavrílova
Natalia Gavrílova –en ruso, Наталья Гаврилова– (12 de abril de 1982) es una deportista rusa que compitió en lucha libre. Ganó una medalla de oro en el Campeonato Europeo de Lucha de 2001, en la categoría de 68 kg.

## Palmarés internacional
| Campeonato Europeo | Campeonato Europeo | Campeonato Europeo | Campeonato Europeo |
| Año                | Lugar              | Medalla            | Categoría          |
| ------------------ | ------------------ | ------------------ | ------------------ |
| 2001               | Budapest (Hungría) | Medalla de oro     | 68 kg              |